# Afranthidium schulthessii
Afranthidium schulthessii is een vliesvleugelig insect uit de familie Megachilidae. De wetenschappelijke naam van de soort is voor het eerst geldig gepubliceerd in 1897 door Heinrich Friese.

## Synoniemen
- Afranthidium naefi (Benoist, 1951)